# Спилберг, Стивен
Сти́вен А́ллан Спи́лберг (англ. Steven Allan Spielberg; род. 18 декабря 1946[…], Цинциннати, Огайо, США) — американский кинорежиссёр, продюсер и сценарист. Одна из ключевых фигур эры Нового Голливуда, пионер современного блокбастера и самый коммерчески успешный режиссёр в истории мирового кинематографа. Лауреат многих премий, в частности, трёх «Оскаров», награды имени Ирвинга Тальберга, Центра Кеннеди, Сесиля Б. Де Милля. Фильмография Спилберга обширна (более 30 одних режиссёрских работ) и очень разнообразна: он с одинаковым успехом снимал приключенческие и фантастические блокбастеры, социальные и исторические драмы, а также детское кино.
Спилберг родился в Цинциннати (Огайо) и вырос в Финиксе (Аризона). Позже он переехал в Калифорнию и изучал кино в университете. Впервые получил известность в 1975 году благодаря летнему блокбастеру «Челюсти». Впоследствии Спилберг снял кассовые хиты «Близкие контакты третьей степени», «Инопланетянин» и серию фильмов «Индиана Джонс». Затем последовали драмы «Цветы лиловые полей» и «Империя солнца».
После небольшого перерыва Спилберг выпустил успешный научно-фантастический блокбастер «Парк юрского периода» и драму о Холокосте «Список Шиндлера». В 1998 году режиссёр снял эпопею про Вторую мировую войну «Спасти рядового Райана», которая имела коммерческий успех и признание критиков. В 2000-х годах Спилберг взялся за реализацию научно-фантастических проектов, таких как «Искусственный разум», «Особое мнение» и «Война миров». Позднее он снял фантастические ленты «Приключения Тинтина: „Тайна Единорога“» и «Первому игроку приготовиться» и драмы «Боевой конь», «Линкольн», «Секретное досье», мюзикл «Вестсайдская история» и полуавтобиографическую драму «Фабельманы».
Помимо режиссуры, Спилберг является одним из основателей компаний Amblin Entertainment и DreamWorks и выступил продюсером многих телесериалов и фильмов. Известен многолетним сотрудничеством с композитором Джоном Уильямсом (29 совместных работ). Некоторые работы режиссёра входят в число самых кассовых фильмов всех времён, причём семь из них Библиотека Конгресса США включила в Национальный реестр фильмов, имеющих «особое культурное, историческое или эстетическое значение».
В 2001 году Стивен Спилберг вошёл в список 400 богатейших американцев, составленный Forbes, с состоянием на тот момент в $2,1 млрд. В конце 2021 года Forbes оценил его состояние в $4,8 млрд.

## Ранние годы
Стивен Аллан Спилберг родился 18 декабря 1946 года в Цинциннати (Огайо) в ортодоксальной еврейской семье. Его мать, Леа (урождённая Познер, позже Адлер), была пианисткой, а отец, Арнольд Спилберг, — инженером-электриком. Дед и бабушка Спилберга по отцовской линии родились в Российской империи и эмигрировали в США в 1906 году. У Спилберга есть три младшие сестры: Энн, Сью и Нэнси. В 1952 году его семья переехала в Хэддон-Тауншип (Нью-Джерси), после того как его отец получил работу в компании RCA. С 1953 по 1957 год Спилберг учился в еврейской школе, где занятия проводил раввин Альберт Л. Льюис.
В начале 1957 года семья переехала в Финикс (Аризона). Когда Спилбергу было тринадцать, он прошёл церемонию бар-мицвы. Его отец потерял от шестнадцати до двадцати родственников во время Холокоста. Спилбергу было трудно принять своё наследие: «Когда мне было семь, восемь или девять лет, прости меня Бог, я чувствовал себя неловко из-за того, что в моей семье были ортодоксальные евреи. Меня смущало внешнее восприятие еврейских обычаев моих родителей». Также Спилберг страдал от антисемитизма: «В школе меня били и пинали. Два окровавленных носа. Это было ужасно». В подростковом возрасте он отошёл от иудаизма, после того как его родственники переехали в разные районы и оказались единственными евреями.
В 12 лет он снял свой первый любительский фильм: крушение поезда с использованием игрушечных поездов. В 1958 году он стал бойскаутом и снял девятиминутную киноленту под названием «Последняя перестрелка», за что получил значок за заслуги в фотографии. В конечном итоге он получил звание «Орла-скаута». В каждую поездку скаутов Спилберг брал с собой кинокамеру отца, чтобы снимать любительские фильмы. В 13 лет Спилберг снял 40-минутную военную картину «Побег в никуда», в которой главные роли сыграли его одноклассники. Фильм удостоился первой премии в общегосударственном конкурсе. В раннем подростковом возрасте Спилберг поступил в среднюю школу и снял около пятнадцати или двадцати «приключенческих» фильмов на 8-мм киноплёнку.
Каждую субботу Спилберг смотрел фильмы в местном кинотеатре в Финиксе. Источниками вдохновения при создании фильмов для Спилберга послужили киноленты «Годзилла, король монстров!», «Отважные капитаны», «Пиноккио» и «Лоуренс Аравийский», причём последний повлиял на решение Спилберга стать режиссёром. В 1961 году он поступил в среднюю школу Аркадии. Позже он написал сценарий и снял свой первый независимый фильм — 140-минутная научно-фантастическая приключенческая лента под названием «Пламя страсти», которая в итоге послужила основой для «Близкие контакты третьей степени». Съёмки финансировал его отец, а бюджет составил менее 600 долларов. Летом 1964 года Спилберг устроился в отдел редакции Universal Studios на неоплачиваемую должность стажёра. Позже семья переехала в Саратогу (Калифорния), где Спилберг поступил в среднюю школу Саратоги и окончил её в 1965 году. Через год его родители развелись. Спилберг остался с отцом и переехал в Лос-Анджелес, а три его сестры и мать остались в Саратоге. Он заполнил анкету для поступления в киношколу Университета Южной Калифорнии, но из-за посредственной успеваемости ему отказали. Затем он был зачислен в Университет в Лонг-Бич и стал членом братства «Theta Chi».
В 1968 году Universal предоставила Спилбергу возможность снять на 35-мм киноплёнку короткометражный фильм для показа в кинотеатрах «Бредущие». Отмеченная наградами кинолента произвела впечатление на вице-президента студии Сидни Шейнберга. Вскоре он предложил режиссёру заключить контракт на семь лет. Через год Спилберг бросил учёбу и начал работать в Universal. В 2002 году он вернулся в Лонг-Бич и получил степень бакалавра искусств в области кино и электронных средств массовой информации.

## Карьера

### 1969—1974: Приход в кино и телевидение
Первой профессиональной работой Спилберга был один из сегментов пилотного эпизода телефильма «Ночная галерея» по сценарию Рода Серлинга с Джоан Кроуфорд в главной роли. Спилберг пытался произвести впечатление на своих коллег необычной операторской работой, но продюсеры заставили его снимать быстро. Вклад режиссёра был неоднозначно оценён критиками. Таким образом, Спилберг взял небольшой перерыв от студии. Однако Кроуфорд рассказала о режиссёре следующее:

Когда я начала работать со Стивеном, я всё поняла. Мне и, возможно, всем остальным было сразу понятно, что перед нами молодой гений. Я думала, что практика играет важную роль, но потом я вспомнила всех опытных режиссёров, у которых не было интуитивного вдохновения Стивена и которые просто продолжали повторять одни и те же старые рутинные работы. Это называлось «практикой». Тогда я поняла, что у Стивена Спилберга впереди блестящее будущее. Голливуд не всегда признаёт таланты, но Стивена нельзя было упускать из виду. Я сказала ему об этом в записке, которую я ему писала. Я даже писала Роду Серлингу и была так благодарна за то, что он утвердил Стивена в качестве режиссёра. Я сказала ему, что он поступил абсолютно верно. Оригинальный текст (англ.)When I began to work with Steven, I understood everything. It was immediately obvious to me, and probably everyone else, that here was a young genius. I thought maybe more experience was important, but then I thought of all of those experienced directors who didn't have Steven's intuitive inspiration and who just kept repeating the same old routine performances. That was called "experience." I knew then that Steven Spielberg had a brilliant future ahead of him. Hollywood doesn't always recognize talent, but Steven's was not going to be overlooked. I told him so in a note I wrote him. I wrote to Rod Serling, too. I was so grateful that he had approved Steven as the director. I told him he had been totally right.
— 
В начале 1970-х годов Спилберг безуспешно пытался найти финансирование для своих малобюджетных фильмов. Он начал писать сценарии вместе с другими сценаристами, а потом снимать телевизионные эпизоды к сериалам, таким как «Доктор Маркус Уэлби», «Суть дела» («Лос-Анджелес, 2017»), «Коломбо», «Оуэн Маршалл, советник адвокатов» и «Психиатр». Несмотря на то, что Спилберг был недоволен своей работой, он воспользовался возможностью поэкспериментировать со своей манерой съёмки и больше узнать о кинопроизводстве. Режиссёр получил хорошие отзывы и произвёл впечатление на продюсеров. Он получал стабильный доход и переехал в Лорел-Каньон (Лос-Анджелес).
Universal подписал со Спилбергом контракт на создание четырёх телевизионных фильмов. Первой картиной стала «Дуэль», экранизация одноимённого рассказа Ричарда Мэтисона. В центре сюжета — водитель-психопат, который на бензовозе гонится за испуганным продавцом (Деннис Уивер) по шоссе. Продюсеры были впечатлены фильмом и решили показать его на телевидении. Отзывы были в целом положительными, и Universal попросили Спилберга снять больше сцен, чтобы «Дуэль» вышла в международном прокате. Вскоре Спилберг снял ещё два фильма: «Что-то зловещее» и «Дикарь» (1973). Обе картины получили смешанные отзывы.
Дебютной полнометражной работой Спилберга стал картина «Шугарлендский экспресс», повествующая о супружеской паре, которая находится в бегах и отчаянно пытается вернуть опеку над своим ребёнком. Основанный на реальной истории, фильм ознаменовал начало сотрудничества режиссёра с композитором Джоном Уильямсом. Спилберг был впечатлён, когда послушал его предыдущие саундтреки. Лента появилась в четырёхстах кинотеатрах США и получила благоприятные отзывы. Журнал The Hollywood Reporter писал, что на горизонте появился новый крупный режиссёр. Хотя фильм был удостоен награды за «Лучший сценарий» на Каннском кинофестивале 1974 года, он не был коммерчески успешным. Спилберг обвинил рекламную компанию Universal в плохих кассовых сборах.

### 1975—1983: Прорыв в кино

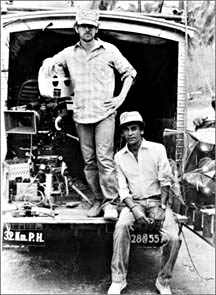
Спилберг и Чандрам Рутнам во время съёмок картины «Индиана Джонс и храм судьбы» на Шри-Ланке

Продюсеры Ричард Д. Занук и Дэвид Браун дали Спилбергу возможность снять хоррор-триллер «Челюсти», основанный на одноимённом романе Питера Бенчли. По сюжету большая белая акула нападает на пляжников в летнем курортном городке. Начальник полиции Мартин Броуди (Рой Шайдер) вместе с морским биологом (Ричард Дрейфус) отправляются на охоту за акулой. Съёмки оказались непростыми. Спилберг чуть не утонул и спасся от столкновения лодок. Съёмочный график превысил сто дней, а Universal грозила отменить съёмки. Вопреки ожиданиям, блокбастер имел успех со стороны критиков и получил три премии «Оскар» за лучший монтаж, лучшую музыку и лучший звук. В прокате «Челюсти» собрали свыше 470 миллионов долларов.
После успеха «Челюстей» режиссёр отказался снимать вторую часть. Спилберг и Ричард Дрейфус вновь собрались вместе, чтобы приступить к съёмкам фильма про НЛО «Близкие контакты третьей степени». При съёмках Спилберг использовал 65-мм киноплёнку для наилучшего качества изображения. Один из редких фильмов, написанных и снятых им самим, «Близкие контакты» были очень популярны среди кинозрителей. Спилберг получил свою первую номинацию на «Оскар» за лучшую режиссуру. Кроме того, картина получила ещё шесть номинаций, в двух из которых одержал победу — за лучшую операторскую работу и лучший звуковой монтаж. Специальная версия фильма, в которую вошли дополнительные сцены, вышла в кинотеатрах в 1980 году.
Следующим фильмом Спилберга стал высокобюджетный комедийный боевик «1941» про калифорнийцев, готовящихся к японскому вторжению после нападения на Перл-Харбор. Спилбергу было неловко снимать комедию, так как не имел опыта в жанре, но режиссёр желал снять что-то весёлое. Universal и Columbia договорились о совместном финансировании ленты. После премьеры картина собрала в прокате свыше 92,4 миллиона долларов, но многим критиками, даже руководству студий, фильм не понравился. Критик газеты Los Angeles Times Чарльз Чамплин описал «1941» как «самую заметную потерю со времён последнего крупного нефтяного пятна, на которое фильм чем-то похож». Другой критик написал: «„1941“ — это не просто глупое издевательство над какой-либо конкретной расой, полом или поколением — фильм ведёт войну против всего человечества».
Позже Спилберг начал сотрудничать с создателем «Звёздных войн» Джорджем Лукасом в приключенческом боевике «Индиана Джонс: В поисках утраченного ковчега», первый фильм франшизы «Индиана Джонс». Главного героя сыграл Харрисон Форд (которого Лукас взял на роль Хана Соло во вселенной «Звёздных войн»). Форд был одним из первых претендентов, которых выбирал Спилберг. Съёмки проходили в Северной Африке. Лента была коммерчески успешной и забрала пять статуэток «Оскара». Спилберг получил вторую номинацию за лучшую режиссуру и лучший фильм. «В поисках утраченного ковчега» послужил данью уважения сериалам 1930-х и 1940-х годов. Спилберг спродюсировал хоррор «Полтергейст» и отснял один из сегментов к фильму «Сумеречная зона». В предыдущем сегменте Вик Морроу и двое детей-актёров погибли в результате крушения вертолёта-каскадёра. Спилберг отсутствовал на съёмочной площадке во время инцидента, а Национальный совет по безопасности на транспорте снял с него все обвинения.
Год спустя Спилберг выпустил научно-фантастическую картину «Инопланетянин». В основе её сюжета − дружба мальчика (Генри Томас) с инопланетянином. Спилберг снимал фильм последовательно, чтобы дети могли спонтанно приблизиться к кульминационной сцене. Премьерный показ «Инопланетянина» состоялся на Каннском кинофестивале 1982 года. Продюсер Кэтлин Кеннеди вспоминала: «Зрители топали и кричали, не услышав концовку. Это было одно из самых удивительных впечатлений». Спецпоказ был организован для президента Рейгана и его жены Нэнси, которые к концу фильму были взволнованы. «Инопланетянин» собрал 700 миллионов долларов в мировом прокате и породил ассортимент товаров, принёсших в итоге доход до 1 миллиарда долларов. Лента получила девять номинаций на «Оскар», три из которых он выиграл — «Лучшие звуковые эффекты», «Лучшие спецэффекты» и «Лучшая музыка».
Следующей режиссёрской работой Спилберга стал «Индиана Джонс и храм судьбы», приквел «В поисках утраченного ковчега». Режиссёр вновь сотрудничал с Джорджем Лукасом и Харрисоном Фордом, фильм снимался в США, Шри-Ланке и Китае. «Храм судьбы» получил рейтинг PG-13, так как содержание фильма не подходило для детей младше 13 лет. В некоторых сценах были показаны дети, которые работают в шахтах. Позже режиссёр признался, что был недоволен работой над «Храмом судьбы», так как в нём не оказалось «приятных мелочей и любви». Тем не менее фильм был коммерчески успешным и забрал «Оскар» за лучшие спецэффекты. Во время съёмок Спилберг познакомился со своей будущей женой актрисой Кейт Кэпшоу, сыгравшей Уилли Скотт в фильме.

### 1984—1990: От продюсирования до режиссуры

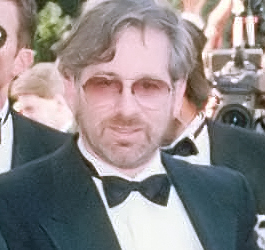
Спилберг в марте 1990 года

В 1984 году Спилберг, Фрэнк Маршалл и Кэтлин Кеннеди основали кинокомпанию Amblin Entertainment. С 1984 по 1990 год Спилберг был продюсером или исполнительным продюсером девятнадцати художественных фильмов, среди которых «Гремлины», «Балбесы», «Долговая яма», «Джо против вулкана», «Флинтстоуны», «Батарейки не прилагаются», «Назад в будущее», «Мыс страха» и «Кто подставил кролика Роджера». В некоторых картинах, таких как «Гарри и Хендерсоны» и «Молодой Шерлок Холмс», название «Стивен Спилберг представляет» появляется в начальных титрах. Большая часть продюсерской работы Спилберга была нацелена на мультсериалы, такие как «Приключения мультяшек», «Озорные анимашки», «Пинки и Брейн», «Фриказоид!» и «Домашний пёс». Кроме того, Спилберг спродюсировал мультфильмы Дона Блута «Американский хвост» и «Земля до начала времён».
В 1985 году NBC предложил Спилберг двухлетний контракт на создание телесериала «Удивительные истории». Шоу продавалось как смесь «Сумеречной зоны» и «Альфред Хичкок представляет». NBC предоставил режиссёру полный творческий контроль и выделил бюджет в 1 миллион долларов на каждую серию. После двух сезонов и неутешительных рейтингов шоу закрылось. Участие Спилберга в качестве продюсера широко варьировалось от одного проекта к другому. Роберт Земекис заявлял, что Спилберг всегда будет уважать видение режиссёра. В 1992 году Спилберг стал отказываться от продюсирования и заявил: «Продюсирование было наименее приятным аспектом того, что я делал за последнее десять лет». В 1994 году он добился успеха в продюсировании драматического сериала «Скорая помощь».
В начале 1980-х годов Спилберг подружился с гендиректором WarnerMedia Стивом Россом, в результате чего режиссёр стал снимать фильмы для Warner Bros. В 1985 году Спилберг снял «Цветы лиловые полей», экранизацию одноимённого романа лауреата Пулитцеровской премии Элис Уокер. В картине рассказывается о поколении афроамериканских женщин во времена депрессии в Америке. Это был первый фильм режиссёра на серьёзную тематику. Лента с Вупи Голдберг и Опрой Уинфри в главных ролях стала кассовым хитом. Критики уделяли больше внимания тому факту, что Спилберг снял серьёзный фильм. Роджер Эберт назвал «Цветы лиловые полей» лучшим фильмом года. Также картина получила одиннадцать номинаций на «Оскар», а Спилберг был удостоен премии Гильдии режиссёров Америки за лучшую режиссуру — Художественный фильм.
Как только Китай претерпел экономическую реформу и открылся для американской киноиндустрии, Спилбергу удалось снять первый американский фильм в Шанхае с 1940-х годов. «Империя солнца», экранизация одноимённой автобиографии Джеймса Балларда с Джон Малковичем и молодым Кристианом Бейлом в главных ролях. В картине рассказывается история Джейми Грэма (Бэйл), маленького мальчика, который из богатой британской семьи в Шанхае превратился в военнопленного в японском лагере для интернированных во время Второй мировой войны. После премьеры картина вызвала неоднозначные отзывы. Критика варьировалась от «измученного» сюжета до преуменьшения Спилбергом «болезней и голода». Однако Эндрю Саррис «Империю солнца» лучшим фильмом года, а позже включил его в список лучших фильмов десятилетия. Картина получила шесть номинаций на «Оскар», но в прокате потерпела неудачу. Газета New York Times отмечала, что зрители упустили фильм из виду. Спилберг вспоминал, что «Империя солнца» была одним из его самых приятных фильмов.
После двух серьёзных фильмов Спилберг хотел снять комедию «Человек дождя», но вместо этого снял третий фильм об Индиане Джонсе, чтобы выполнить условия контракта: «Индиана Джонс и последний крестовый поход». Продюсер Джордж Лукас и Харрисон Форд вернулись к съёмкам картины. Спилберг взял Шона Коннери на роль Генри Джонса-старшего. После неоднозначных отзывов на «Храм судьбы» режиссёр решил смягчить тон и насилие в третьей части. «Последний крестовый поход» заслужил в целом благоприятные отзывы и собрал 474 миллиона долларов. Это была успешная кассовая работа Спилберга со времён «Инопланетянина». Биограф Джозеф Макбрайд писал, что режиссёр многому научился, сняв все три фильма об Индиане Джонсе.
В 1989 году Спилберг воссоединился с Ричардом Дрейфусом в романтическое драме «Всегда» про лётчика-сорвиголову, который тушит лесные пожары. Это современный ремейк одного из любимых в детстве фильмов Спилберга «Парень по имени Джо». Сюжет оставался для режиссёра личным, и он сказал: «В детстве я был очень расстроен, и, возможно, я видел своих родителей [в „Парне по имени Джо“]. Кроме того, у меня было мало подружек. И это застряло у меня в голове». Идею фильма Спилберг обсуждал с Дрейфусом ещё в 1975 году. До начала съёмок было написано двенадцать черновиков сценария. «Всегда» не снискал финансового успеха и получил смешанные отзывы. Джанет Маслин из The New York Times написала: «Всегда наполнена важными, сентиментальными моментами, ей не хватает близости, чтобы сделать что-либо из этого очень трогательным».

### 1991—1998: Критический и коммерческий успех

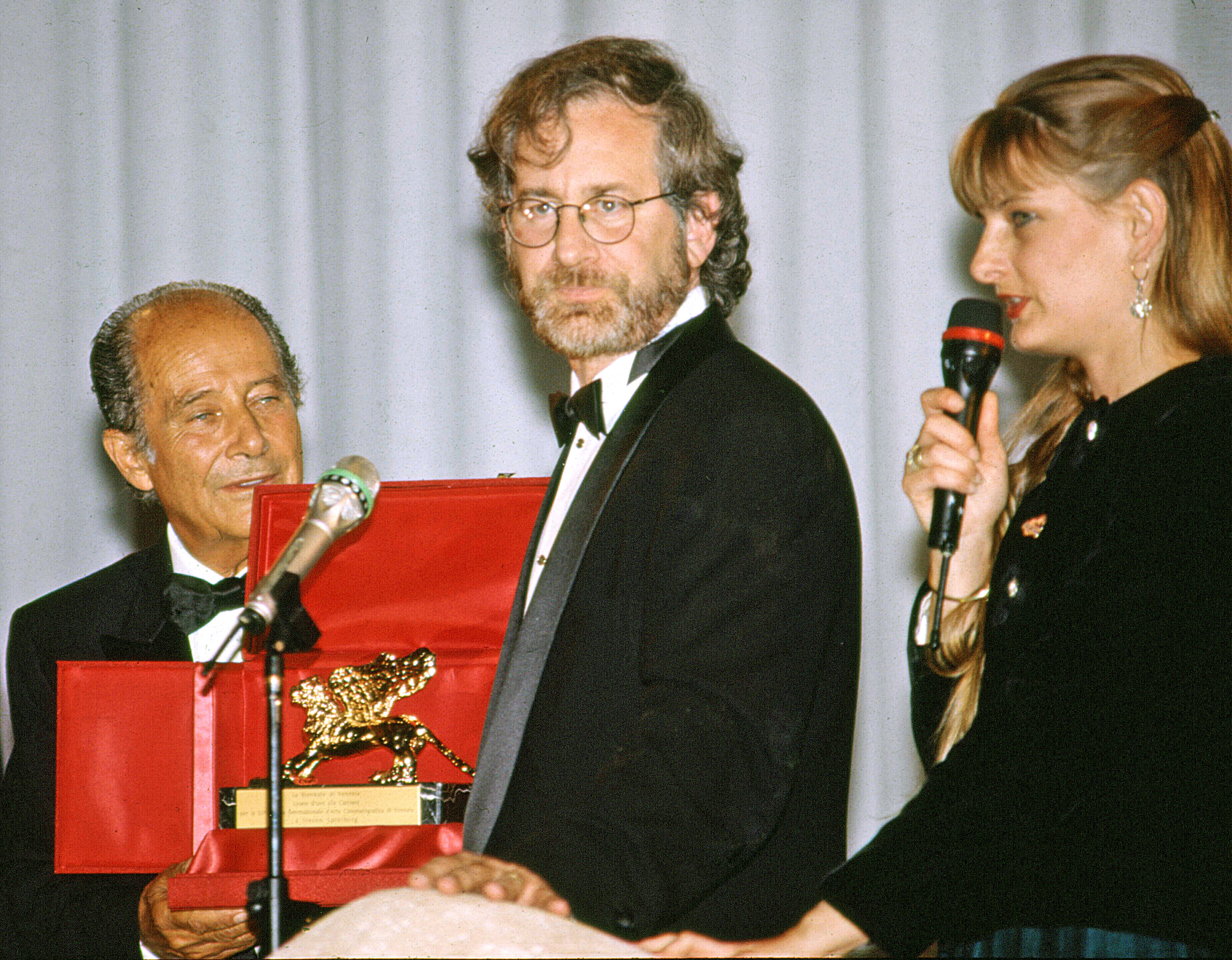
Итальянский режиссёр Джилло Понтекорво вручает Спилбергу статуэтку «Золотого льва» на 50-м Венецианском кинофестивале в 1993 году

После кратковременной неудачи, в которой Спилберг почувствовал себя «художественно заторможенным», в 1991 году режиссёр выпускает фильм «Капитан Крюк», повествующий о возвращении взрослого Питера Пэна, роль которого сыграл Робин Уильямс, в Нетландию. Отношения Спилберга с Джулией Робертс на съёмочной площадке были непростыми. В итоге режиссёр признался на передаче «60 минут», что больше никогда не будет работать с Робертс. Лента получила пять номинаций на «Оскар», но многие критики негативно её оценили. Хэл Хинсон из The Washington Post назвал фильм скучным. «Капитан Крюк» собрал свыше 300 миллионов долларов при бюджете в 70 миллионов. В 1993 году Спилберг выступил в качестве исполнительного продюсера научно-фантастического сериала NBC «Подводная одиссея», но шоу не оказалось успешным.
В 1993 году Спилберг выпускает приключенческий блокбастер «Парк Юрского периода», основанный на одноимённом романе Майкла Крайтона. Сценарий был написан самим Крайтоном вместе с Дэвидом Кеппом. Действие картины происходит на вымышленном острове недалеко от Коста-Рики, где команда учёных-генетиков создала парк развлечений с вымершими динозаврами. Спилберг занимался раскадровкой сцен вместе с другими художниками ещё до того, как сценарий был готов. В фильме также использовалась компьютерная графика, созданная компанией Industrial Light & Magic. «Парк Юрского периода» стал самым кассовым фильмом того времени и выиграл три статуэтки «Оскар». За работу над фильмом Спилберг получил 250 миллионов долларов.
Также в 1993 году Спилберг снял фильм «Список Шиндлера», повествующий об Оскаре Шиндлере, который спас почти 1200 евреев во время Холокоста. Картина снята по книге австралийского писателя Томаса Кенилли «Ковчег Шиндлера». Спилберг ждал десять лет, чтобы экранизировать роман. Режиссёр хотел принять своё наследие. Рождение своего первого сына Макса сильно повлияло на Спилберга: «Во мне загорелся дух и я стал еврейским отцом». Съёмки стартовали 1 марта 1993 года в Польше. В будние дни Спилберг снимал «Список Шиндлера», а по выходным занимался монтажом «Парка Юрского периода». «Список Шиндлера» вызвал широкое признание у критиков, но некоторые из них, включая режиссёра Клода Ланцмана, раскритиковали фильм за слабое изображение Холокоста. Венгерский писатель и выживший в концлагере Имре Кертес назвал «Список Шиндлера» китчем: «Я считаю китчем любое представление о Холокосте, которое неспособно или не желает понять органическую связь между нашим собственным деформированным образом жизни и самой возможностью Холокоста». Вопреки ожиданиям, фильм был коммерчески успешен, а Спилберг основал благотворительный фонд Шоа, которая собирает свидетельства выживших жертв Холокоста. «Список Шиндлера» получил семь премий «Оскар», в том числе за «Лучший фильм» и «Лучшую режиссуру». Кроме того, лента выиграла семь статуэток BAFTA и три «Золотых глобуса». Американский институт киноискусства включил «Список Шиндлера» в список 100 лучших из когда-либо снятых американских фильмов.

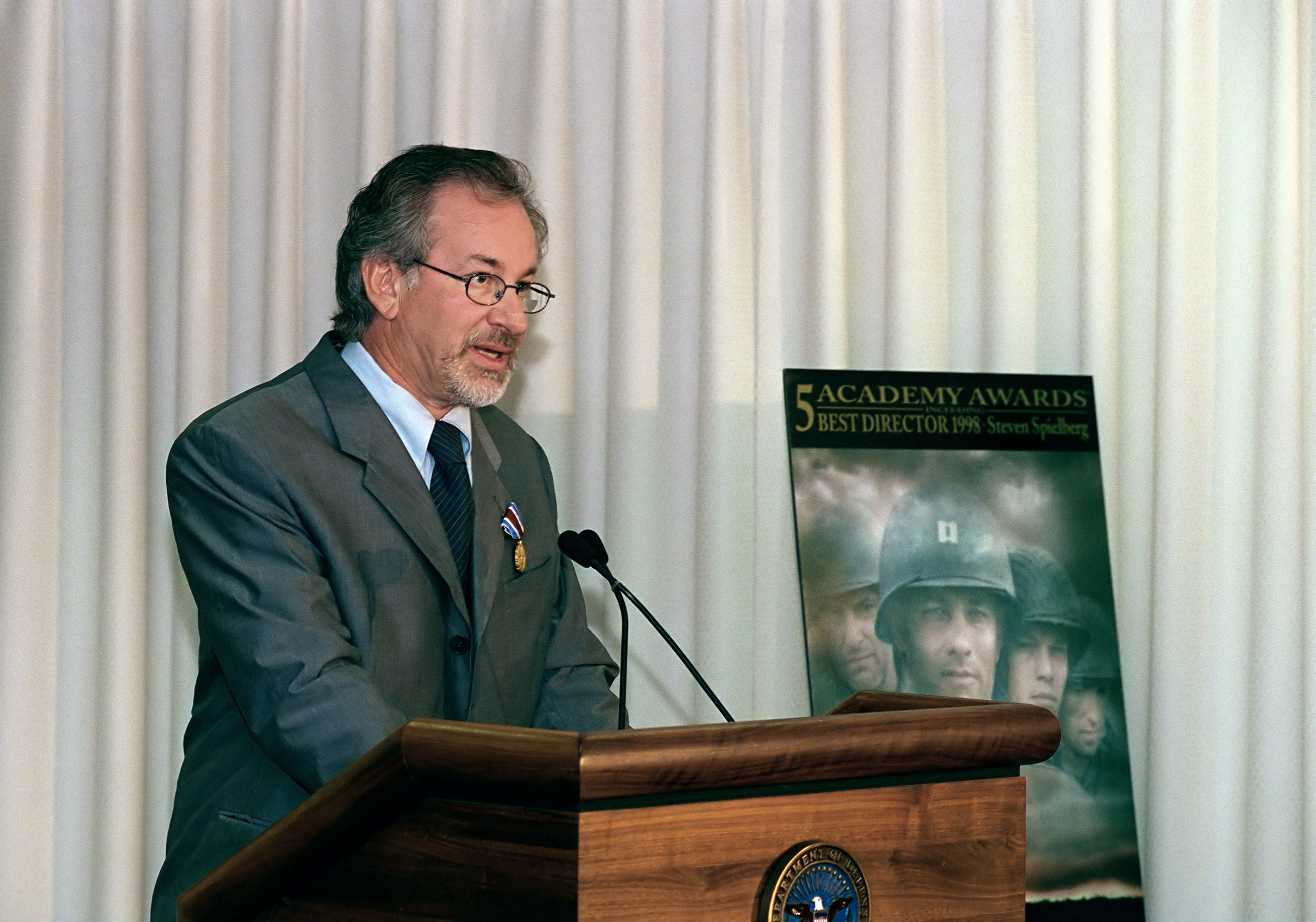
Спилберг выступает в Пентагоне 11 августа 1999 года после награждения медалью Министерства обороны США «За выдающиеся заслуги перед общественностью»

В 1994 году Спилберг сделал перерыв в режиссуре, чтобы провести больше времени со своей семьёй, и основал свою новую киностудию DreamWorks с Джеффри Катценбергом и Дэвидом Геффеном. Одной из основных причин, по которым Спилберг решил основать свою кинокомпанию, было создание новой системы кинопроката. Спилберг и его партнёры считали себя первопроходцами, такими как те, кто основал United Artists в 1919 году. Среди инвесторов DreamWorks были основатели Microsoft Пол Аллен и Билл Гейтс. После основания DreamWorks Спилберг продолжал руководить Amblin Entertainment и снимать фильмы для других студий. Помимо этого, режиссёр помогал в создании парка аттракционов, основанного на фильме «Парк Юрского периода», в Universal Orlando во Флориде. Рабочая нагрузка по созданию фильмов и управлению студией вызывала у Спилберга вопросы. Режиссёр ответил: «Всё это прекрасно вписывается в мою жизнь. К шести я прихожу домой и по выходным я так же дома».
После перерыва Спилберг вернулся к съёмкам сиквела «Парка Юрского периода» под названием «Затерянный мир», основанного на романе Майкла Крайтона. После событий первого фильма Джон Хаммонд (Ричард Аттенборо) отправляет две экспедиции на остров. Две команды сталкиваются друг с другом и объединяются, чтобы выжить. Спилберг хотел сделать динозавров более реалистичными, чем в оригинальной картине. Режиссёр использовал 3D-раскадровки, компьютерную графику и роботизированных кукол. Бюджет ленты составил 73 миллионов долларов. «Затерянный мир» вышел в прокат в мае 1997 года и стал одним из самых кассовых фильмов этого года. По мнению критика газеты Village Voice Джима Хобермана, «Затерянный мир» был очень хорошо снят, но получился не таким весёлым, как первый фильм. The Guardian написала: «Похоже, режиссёр на автопилоте. Спецэффекты не вызывают возражений».
В 1997 году выходит «Амистад», первый выпущенный компанией DreamWorks фильм. За основу сюжета были взяты реальные события, произошедшие в 1839 году на борту работоргового корабля «Ла-Амистад». Продюсер Дебби Аллен, прочитавшая книгу «Амистад I» в 1978 году, поняла, что Спилберг должен стать режиссёром. Спилберг сомневался насчёт съёмок, опасаясь, что проект может быть похожим на «Список Шиндлера», но он сказал: «Я никогда не планировал свою карьеру. В итоге я занимаюсь тем, чем, на мой взгляд, я должен заниматься». Главные роли сыграли Морган Фримен, Энтони Хопкинс, Джимон Хонсу и Мэттью Макконахи. Фильм пытался привлечь зрителей, но провалился в прокате.
В 1998 году режиссёр выпускает эпопею о Второй мировой «Спасти рядового Райана», повествующий о группе американских солдат во главе с капитаном Миллером (Том Хэнкс). Бойцов послали вернуть домой десантника, у которого три старших брата погибли одновременно после высадки в Нормандии. Съёмки проходили в Англии. Спилберг пригласил морского пехотинца США Дейл Дай помочь актёрам воплотить образ солдат и показать войну в фильме правдоподобной. Когда съёмки были завершены наполовину, Спилберг напомнил актёрам, что они выражают благодарность своим родственникам, которые сражались на войне. После выхода фильма критики похвалили режиссёрскую работу и реалистичное изображение войны. Фильм собрал в мировом прокате 481 миллион долларов, а Спилберг забрал вторую статуэтку «Оскар» как лучший режиссёр. В августе 1999 года министр обороны США Уильям Коэн наградил Спилберга и Хэнкса медалью «За выдающиеся заслуги перед общественностью».

### 1999—2007: Дальнейшая режиссёрская работа
В 2001 году Спилберг и Том Хэнкс спродюсировали мини-сериал «Братья по оружию», основанный на одноимённой книге Стивена Амброуза. Десятисерийное шоу HBO повествует о роте «Изи», 506-го парашютно-десантного полка, 101-й воздушно-десантной дивизии. Сериал забрал статуэтку «Золотой глобус» в номинации «Лучший мини-сериал». В этом же году Спилберг выпускает научно-фантастический фильм «Искусственный разум», экранизация рассказа Брайана Олдисса «Суперигрушек хватает на всё лето». Режиссёр Стэнли Кубрик впервые попросил Спилберга экранизировать произведение в 1979 году. Спилберг пытался снять фильм в том же стиле, что и Кубрик, но, по мнению некоторых рецензентов, картина показала неоднозначный результат. Сюжет разворачивается вокруг андроида по имени Дэвид (Хейли Джоэл Осмент), который хочет стать настоящим мальчиком. Роджер Эберт назвал «Искусственный разум» одним из самых амбициозных фильмов последних лет, наполненный удивительными зрелищами и провокационными идеями. Лента получила пять премий «Сатурн» и собрала в мировом прокате 236 миллионов долларов.

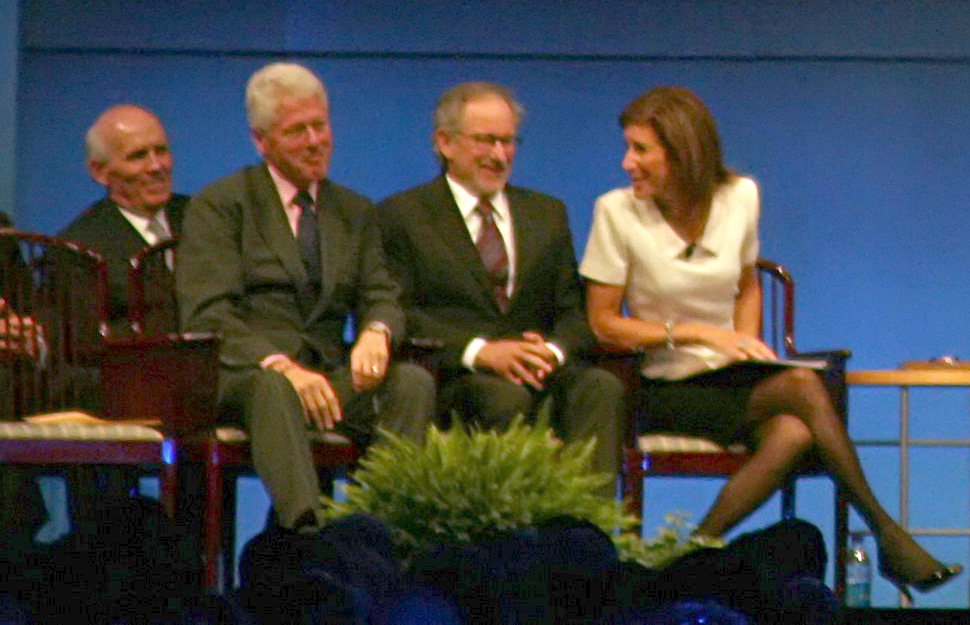
Спилберг с бывшим президентом США Биллом Клинтоном в 2009 году

Спилберг начал сотрудничать с Томом Крузом в фантастическом неонуаре «Особое мнение», снятого по мотивам рассказа Филипа Дика. Сюжет картины повествует о группе следователей, которые пытаются предотвратить преступления до их совершения. Фильм вызвал признание со стороны критиков. Роджер Эберт назвал «Особое мнение» одним из лучших фильмов 2002 года. Однако критик Тодд Маккарти писал, что в фильме недостаточно экшна. В прокате лента собрала свыше 358 миллионов долларов. Следующим фильмом Спилберга стал «Поймай меня, если сможешь», повествующий о приключениях молодого афериста, роль которого сыграл Леонардо Ди Каприо. Также в картине снялись Кристофер Уокен и Том Хэнкс. «Мне всегда нравились фильмы про выдающихся жуликов. Они нарушают закон, но их просто нужно любить из-за дерзости», — признавался Спилберг. На 75-й церемонии вручения премии «Оскар» Уокен и Джон Уильямс были номинированы на «Лучшую мужскую роль второго плана» и «Лучшую музыку», соответственно. Фильм был успешен в плане сборов и критики.
Режиссёр вновь объединился с Томом Хэнксом в комедии «Терминал», где главные роли исполнили Кэтрин Зета-Джонс и Стэнли Туччи. В центре сюжета — Виктор Наворски прилетает из Восточной Европы в Соединённые Штаты и застревает в аэропорту. Картина была неоднозначно встречена критиками и успешна в коммерческом плане. В 2005 году Спилберг экранизировал роман Герберта Джорджа Уэллса «Война миров». Режиссёр был поклонником книги и фильма 1953 года. Главные роли сыграли Том Круз и Дакота Фэннинг. В картине рассказывается история о том, как американский докер вынужден заботиться о своих детях, от которых он живёт отдельно. Он изо всех сил пытается защитить и воссоединить детей с матерью, когда на Землю вторгаются инопланетяне. Режиссёр использовал раскадровки, чтобы помочь актёрам реагировать на компьютерную графику, которую они не могли увидеть. Также Спилберг использовал естественное освещение для съёмок, чтобы фильм не был похож на научную фантастику. После премьера лента стала кассовым хитом, собрав свыше 600 миллионов долларов в прокате.
В 2005 году Спилберг выпускает «Мюнхен», рассказывающий об одиннадцати израильских спортсменах, которые были похищены и убиты во время теракта в 1972 году в Мюнхене. Фильм снят по книге канадского журналиста Джорджа Джонаса «Месть». Перед тем как снимать фильм, Спилберг обратился за советом к политикам, среди которых был бывший президент США Билл Клинтон. Режиссёр не хотел создавать каких-либо проблем на Ближнем Востоке. Несмотря на положительные отзывы, некоторые критики восприняли фильм как антисемитский. «Мюнхен» получил пять номинаций на «Оскар», включая лучший фильм, лучший монтаж, лучшую музыку, лучший адаптированный сценарий и лучшую режиссуру.
В середине 2000-х годов Спилберг стал избирательно подходить к кинопроектам. В декабре 2005 года режиссёр и его коллеги продали DreamWorks медиаконгломерату Viacom (ныне известному как ViacomCBS). Сделка была завершена в феврале 2006 года. В июне 2006 года Спилберг планировал снять «Интерстеллар», но отказался от проекта, режиссёром которого в итоге стал Кристофер Нолан. Тем временем Спилберг спродюсировал следующие проекты: «Мемуары гейши», «Дом-монстр», «Флаги наших отцов», «Письма с Иводзимы», «Паранойя» и «Трансформеры». В 2007 году Спилберг стал автором и исполнительным продюсером реалити-шоу талантов о кинопроизводстве под названием «На лот».

### 2008—2015: Возвращение к кино
В 2008 году Спилберг выпускает четвёртую часть франшизы «Индиана Джонс» под названием «Индиана Джонс и Королевство хрустального черепа». Действие картины происходит через девятнадцать лет после событий «Последнего крестового похода». Индиана Джонс противостоит советским агентам во главе с Ириной Спалько (Кейт Бланшетт) в поисках телепатического хрустального черепа. Фильм вызвал в целом благоприятные отзывы критиков, но некоторые фанаты были разочарованы появлением пришельцев, что было нехарактерно для предыдущих фильмов. Критик газеты The Age Том Райан похвалил Спилберга и Джорджа Лукаса за реалистичную атмосферу 1950-х годов. Фильм был коммерчески успешен, собрав 790 миллионов долларов в прокате. В 2010 году Спилберг вместе с Томом Хэнксом и Гэри Гоэцманом спродюсировал военный мини-сериал «Тихий океан», повествующий о сражениях на Тихооканском театре военных действий.

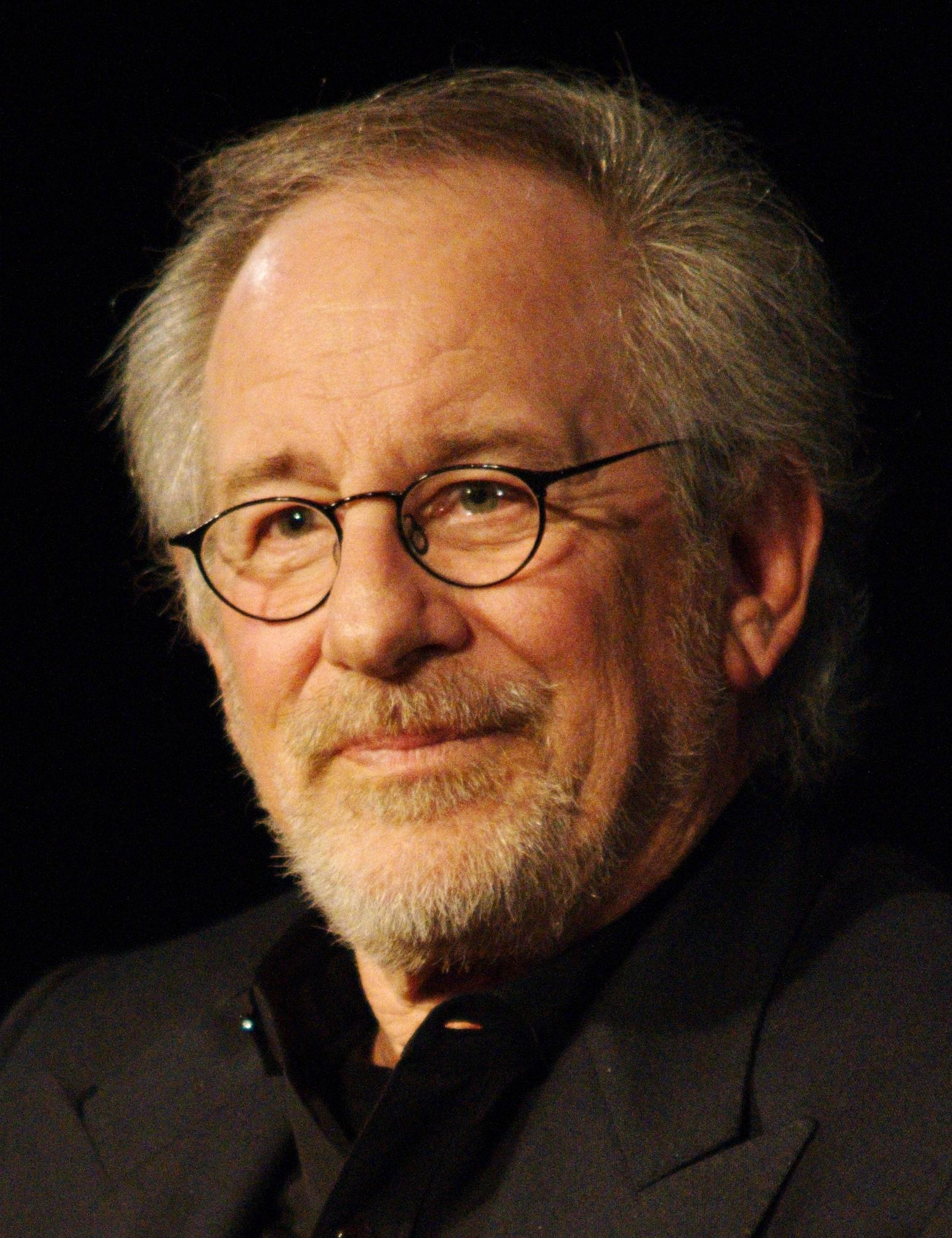
Спилберг на мастер-классе в Французской синематеке в январе 2012 года

В 2011 году Спилберг выпускает компьютерный анимационный фильм по комиксах Эрже «Приключения Тинтина» под названием «Приключения Тинтина: Тайна „Единорога“», снятый с помощью технологий захвата движения. Премьерный показ состоялся 22 октября в Брюсселе. В американском прокате картина появилась 21 декабря. Лента получила положительные отзывы критиков и собрала свыше 373 миллионов долларов в прокате. На 69-й церемонии вручения «Золотой глобус» мультфильм победил в номинации «Лучший анимационный фильм». Это была первая картина не от студии Pixar, получившая награду с момента появления номинации. 25 декабря 2011 года, через четыре дня после премьеры «Приключений Тинтина», выходит картина «Боевой конь». Фильм основан на одноимённом романе Майкла Морпурго и рассказывает о дружбе мальчика и его коня Джоуи до и во время Первой мировой войны. Съёмки «Боевого коня» проходили летом 2010 года. Лента встретила позитивный отклик от критиков и получила шесть номинаций на «Оскар».
Также в 2011 году Спилберг спродюсировал научно-фантастические сериалы «Рухнувшие небеса» и «Терра Нова». Кроме того, режиссёр выступил в качестве продюсера триллера Джей Джей Абрамса «Супер 8». В 2012 году у Спилберга выходит историческая драма «Линкольн» о последних месяцах жизни президента Авраама Линкольна (Дэниел Дэй-Льюис). Сценарий написан Тони Кушнером по мотивам книги Дорис Кернс Гудвин «Команда соперников: политический гений Авраама Линкольна». Фильм снимался в Ричмонде (Виргиния) с октября по декабрь 2011 года. В американском прокате картина появилась в ноябре 2012 года. «Линкольн» вызвал широкое признание критиков и собрал свыше 250 миллионов долларов. Лента получила двенадцать премий «Оскар», выиграв в категориях «Лучшая работа художника-постановщика» и «Лучший актёр» (Дэй-Льюис). Журналист газеты The Irish Times Дональд Кларк похвалил режиссёрскую работу Спилберга: «Несмотря ни на что, Спилберг делает что-то очень захватывающее».
В 2013 году Спилберг был утверждён в качестве режиссёра байопика «Снайпер» с Брэдли Купером в главной роли, но вскоре покинул проект перед началом съёмок. В 2015 году режиссёр выпускает триллер про Холодную войну «Шпионский мост», повествующий о Джеймсе Доноване, которому дали задание спасти захваченного в СССР лётчика самолёта U-2 Фрэнсиса Пауэрса. Сценарий был написан братьями Коэн, а главные роли сыграли Том Хэнкс, Марк Райлэнс, Эми Райан и Алан Алда. Картина снималась осенью 2011 года в Нью-Йорке и Берлине, а премьера состоялась 16 октября 2015 года. «Шпионский мост» пользовался успехом у критиков и получил шесть номинаций на «Оскар», выиграв в категории «Лучшая мужская роль второго плана» (Райлэнс).

### С 2016 года
В 2016 году Спилберг экранизировал детскую книгу Роальда Даля «Большой и добрый великан» с Руби Барнхилл и Марком Райлэнсом в главных ролях. Правами завладела студия DreamWorks в 2010 году, а режиссёром должен был стать Джон Мэдден. Это был последний фильм, сценарий к которому написала автор «Инопланетянина» Мелисса Мэтисон перед своей смертью. Премьерный показ состоялся вне конкурса на Каннском кинофестивале в 2016 году. В широкий прокат лента вышла 1 июля. «Большой и добрый великан» встретил благоприятные отзывы. Критик Майкл Филлипс из Chicago Tribune сравнивал некоторые сцены с работами ранних режиссёров. Рецензент издания Toronto Sun Лиз Браун считала, что в фильме были моменты удивления и восторга, но этого недостаточно.

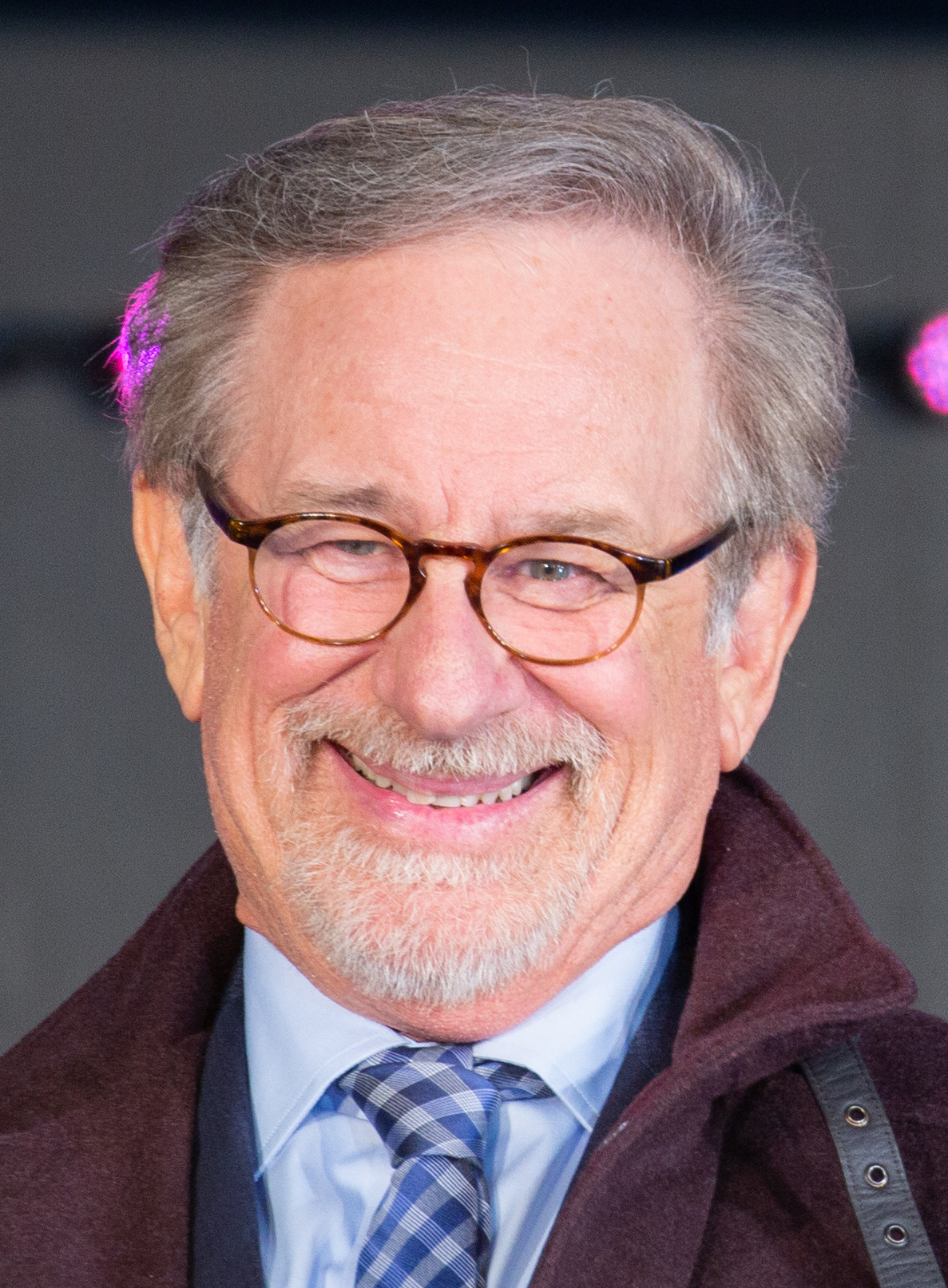
Спилберг на премьере фильма «Первому игроку приготовиться» в 2018 году в Японии

Год спустя Спилберг отснял «Секретное досье» с Томом Хэнксом и Мерил Стрип в главных ролях. Съёмки стартовали в мае 2017 года в Нью-Йорке. «Когда я прочитал первый черновик сценария, было не то, чего можно было ждать три или два года — это была история, которую, на мой взгляд, нужно было рассказать сейчас», — рассказывает Спилберг о своём влечении к проекту. Лента вышла в широкий прокат 12 января 2018 года. «Секретное досье» был положительно воспринят критиками. Автор Associated Press Линдси Бар писала: «Спилберг наполняет каждую сцену напряжением, жизнью и величием обыденности, которую он всегда умел передавать». В 2017 году Спилберг вместе с другими режиссёрами принял участие в документальном сериале Netflix «Пятеро вернулись домой» про режиссёров, которые после службы в армии решили рассказать в фильмах то, через что они прошли. Кроме того, Спилберг выступил в качестве исполнительного продюсера.
В 2018 году у Спилберга вышел научно-фантастический блокбастер «Первому игроку приготовиться», основанный на одноимённом романе Эрнеста Клайна. Главные роли в фильме исполнили Тай Шеридан, Оливия Кук, Бен Мендельсон, Лина Уэйт, Ти Джей Миллер, Саймон Пегг и Марк Райлэнс. Действие фильма происходит в 2045 году, когда большинство людей сбегает из реального мира в виртуальную реальность. «Первому игроку приготовиться» начали снимать в июле 2016 года. Премьера должна была состояться 15 декабря 2017 года, но дату перенесли на март 2018 года, чтобы избежать конкуренции с восьмым эпизодом «Звёздных войн» «Последние джедаи». Премьерный показ состоялся на кинофестивале South by Southwest. Нескольким критикам понравились экшн-сцены, но они назвали фильм слишком длинным и переизбытком ностальгии по 1980-м годам.
В 2019 году Спилберг отснял «Вестсайдскую историю», новую экранизацию одноимённого мюзикла. Сценарист Тони Кушнер рассказал, что музыка останется без изменений, как и действие сюжета в конце 1950-х годов. Экранизация вышла в прокат в декабре 2021 года и вызвала благоприятный отклик у критиков. На церемонии «Оскар» лента получила семь номинаций, включая «Лучший фильм» и «Лучшая режиссура». Также Спилберг стал номинантом премий «Золотой глобус», гильдии режиссёров Америки и Critics' Choice Movie Awards. Журнал The Economist похвалил постановку хореографии, сочетающей в себе красоту и насилие. В март 2022 года Спилберг сообщил, что «Вестсайдская история» станет последним мюзиклом в карьере режиссёра. В 2022 году вышла автобиографическая драма «Фабельманы», рассказывающая о юности Спилберга. Сценарий режиссёр написал вместе с Тони Кушнером. Гэбриел Лабелль сыграл Сэмми Фабельмана, персонажа, вдохновлённого Спилбергом. Мишель Уильямс воплотила образ матери Сэмми Митци, Пол Дано исполнил роль отца Барта, Сет Роген сыграл дядю Бенни Лоуи, лучшего друга и коллегу Барта, а Джадд Хирш — дядю Митци Бориса. Съёмки стартовали в июле 2021 года в Лос-Анджелесе. Премьерный показ состоялся 10 сентября 2022 года на кинофестивале Торонто, на котором Спилберг впервые появился. Лента вызвала всеобщее признание и получила приз зрительских симпатий фестиваля. В ограниченном прокате фильм появился 11 ноября того же года, в широком — 23 ноября. Несмотря на мнение критиков, «Вестсайдская история» и «Фабельманы» провалились в прокате. «Фабельманы» получил семь номинаций на «Оскар», включая «Лучший фильм», «Лучшая режиссура» и «Лучший оригинальный сценарий». Во Франции картина оказалась вполне успешной по сборам и стала самым высокооценённым фильмом XXI века на сайте-агрегаторе AlloCiné. Средний балл составил 4,9 на базе 43 рецензий.
Спилберг планировал снять «Индиана Джонс и Колесо судьбы», пятую часть о приключениях Индианы Джонса. В 2016 году стало известно о том, что Дэвид Кепп возьмётся за сценарий, а Disney выпустит фильм 19 июля 2019 года. Съёмки и премьера фильма откладывались, в результате чего Джонатан Кэздан был приглашён в качестве нового сценариста. Вскоре дату премьеры утвердили на 9 июля 2021 года. В мае 2019 года Дэну Фогельману предложили написать новую версию сценария, так как сюжет Кэздана про золотой поезд нацистов был отвергнут. В феврале следующего года Спилберг объявил об уходе с поста режиссёра. Ему на смену пришёл Джеймс Мэнголд. Однако Спилберг заявил, что останется присматривать за проектом в качестве продюсера. В апреле 2020 года премьера картины была перенесена на 29 июля 2022 года из-за пандемии. В октябре 2021 года дату премьеры вновь перенесли на 30 июня 2023 года. Съёмки стартовали в июне 2021 года в Великобритании и завершились в феврале 2022 года.
В январе 2013 года телеканал HBO запустил в работу третий мини-сериал о Второй мировой войне по мотивам книги Дональда Л. Миллера «Властелины воздуха» с участием Спилберга и Тома Хэнкса. В марте 2017 года журнал NME сообщил о том, что производство проекта под рабочим названием «Могучая восьмёрка» идёт полным ходом. В 2019 году правами на сериал «Властелины воздуха» завладел стриминг-сервис Apple TV+. Сериал вышел 26 января 2024 года.

### Предстоящие проекты
21 июня 2021 года было объявлено о том, что компания Amblin Entertainment заключила с Netflix сделку о выпуске новых полнометражных фильмов для стримингового сервиса. По условиям сделки, Amblin будет выпускать для Netflix не менее двух фильмов в год. Не исключено, что Спилберг может даже взяться за съёмки некоторых проектов. 18 января 2023 года Спилберг на красной ковровой дорожке во время премьеры «Фабельманов» рассказал, что выступит исполнительным продюсером документального фильма про композитора Джона Уильямса. В качестве режиссёра будет работать Лоран Бузеро, а производством займутся студии Amblin Television, Imagine Documentaries и Nedland Media. Среди других исполнительных продюсеров значатся Брайан Грейзер, Рон Ховард, Дэррил Фрэнк, Джастин Фолви, Джастин Уилкс, Сара Бернстайн и Мередит Колферс. Анонс проекта состоялся через пару дней после того, как Уильямс сказал Спилбергу, что не собирается завершать карьеру композитора.
В феврале 2022 года журнал Deadline Hollywood сообщил, что Спилберг работает над оригинальным фильмом про Фрэнка Буллита, вымышленного офицера полиции Сан-Франциско, ранее сыгранного Стивом Маккуином в одноимённой экранизации 1968 года. Сценарием займётся Джон Сингер, который ранее написал «Секретное досье». Сын Маккуина Чад и внучка Молли выступят в качестве исполнительных продюсеров. В ноябре 2022 года на главную роль был утверждён Брэдли Купер, который также выступит продюсером вместе со Спилбергом и Кристи Макоско Кригер. В марте 2013 года Спилберг объявил о создании мини-сериала про Наполеона. В мае 2016 года Кэри Фукунага начал переговоры о постановке сериала по сценарию Дэвида Лилэнда, основанному на исследовательских материалах, накопленных Стэнли Кубриком спустя много лет. В феврале 2023 года Спилберг объявил о начале производства мини-сериала из семи эпизодов «Наполеон» для канала HBO.

### Нереализованные проекты
В мае 2009 года Спилберг приобрёл права на съёмки байопика о Мартине Лютере Кинге. Но двое оставшихся в живых детей Кинга, Бернис и Мартин III, пригрозили подать в суд, так как они не давали согласие на реализацию проекта. В 2015 году Спилберг был прикреплён к экранизации мемуаров американской фотожурналистки Линси Аддарио «Это моя работа» с Дженнифер Лоуренс в главной роли. В апреле 2018 года было объявлено, что Спилберг снимет для Warner Bros. фильм по мотивам комикса «Чёрный ястреб», а Дэвид Кепп займётся написанием сценария. Спилберг был приглашён в качестве исполнительного продюсера исторического мини-сериала Стивена Заилляна «Кортес», повествующего об испанском завоевании империи ацтеков и взаимоотношениях Эрнана Кортеса и императора ацтеков Монтесума II. За основу сюжета был взят сценарий, написанный в 1965 году Далтоном Трамбо; на заглавную роль Кортеса был утверждён Хавьер Бардем.
Спилберг планировал экранизировать роман Дэниел Х. Уилсон «Робопокалипсис» вместе со сценаристом Дрю Годдардом. Прокат в США планировался студией Disney, а за рубежом — Fox. В январе 2013 года производство «Робокалипсиса» было перенесено на неопределённый срок. В марте 2018 года было объявлено о том, что режиссёром картины стал Майкл Бэй. В начале 2017 года Спилберг собирался экранизировать книгу Дэвида Кертцера «Похищение Эдгардо Мортары», премьера которого должна была состояться в конце 2017 года. Впервые об экранизации стало известно в 2014 году, а Тони Кушнер должен был написать сценарий. Заглавные роли планировали сыграть Марк Райлэнс и Оскар Айзек. На роль Эдгардо Мортары Спилберг рассматривал свыше 2000 детей.

## Компьютерные игры
Будучи большим любителем компьютерных игр, Спилберг неоднократно принимал участие в создании игр, выступая в роли автора идеи или сюжета. В 1995 году одна из его задумок, на тот момент трудновыполнимая в кинематографе, превратилась в приключенческую игру от компании LucasArts The Dig. Позже Спилберг принимал участие в создании игр компании DreamWorks Interactive и плодотворно сотрудничал с компанией Electronic Arts. Он был занят в производстве таких игр, как Trespasser: The Lost World — Jurassic Park (1998) и Medal of Honor (1999).
Именно Стивен Спилберг выступил автором идеи популярной серии игр Medal of Honor.
В 2005 году Спилберг подписал контракт с Electronic Arts о создании ряда игр. В 2008 году вышла игра Boom Blox для Wii, ставшая первым собственным проектом Стивена Спилберга в области видеоигр, в котором он выступил в качестве художественного руководителя.
Игры Стивена Спилберга получили множество наград. По мнению Луиса Касла — опытного геймдизайнера, одного из основателей компании Westwood Studios и вице-президента Electronic Arts, — Спилберг прекрасно понимает людей и обладает потрясающим инстинктом, позволяющим создавать то, что востребовано аудиторией.

## Режиссёрский почерк
Особое влияние на творчество Спилберга оказала картина Фрэнка Капры «Эта прекрасная жизнь», в которой отражаются «семья, общество и пригород». Спилбергу нравились фильмы Альфреда Хичкока, Дэвида Лина, Джона Форда, Стэнли Кубрика и Джона Франкенхаймера. Во время учёбы в университете он вдохновлялся иностранными фильмами Ингмара Бергмана, Жака Тати и Франсуа Трюффо, причём последний был одним из его любимых режиссёров. Спенсер Трейси повлиял на персонажей фильмов Спилберга, как и сериала «Сумеречная зона».
При создании сцен Спилберг часто пользуется раскадровками, за исключением «Инопланетянина» и «Цветы лиловые полей». Накопив опыт во время съёмок «Челюстей», режиссёр научился браться за сцены со спецэффектами в последнюю очередь и не пускать прессу на съёмочную площадку. Спилберг предпочитает снимать быстро при большом количестве освещения, поэтому у режиссёра имеется много отснятых сцен в монтажной. С самого начала карьеры Спилберга его манера съёмки состояла из экстремально высоких и низких ракурсов, длинных дублей и ручных камер. Кроме того, режиссёр предпочитает использовать широкоугольные объективы для создания глубины. Во время съёмок «Особого мнения» Спилберг тщательно продумывал движения камеры.
Фильмы Спилберга содержат множество схожих тем. Одна из его самых актуальных тем вращается вокруг «обычных людей в чрезвычайных обстоятельствах». У обычных людей часто есть ограничения, но им удаётся стать «героями». Постоянной темой его творчества является детское чувство прекрасного и вера в то, что доброта в людях восторжествует. Также Спилберг затрагивает тематику значимости детства и потребности в родительских фигурах. При исследовании взаимоотношений между родителями и детьми обычно присутствует несовершенная или безответственная фигура отца. Эта тема лично перекликается с детством режиссёра. Изучение внеземной жизни — ещё один аспект в творчестве Спилберга. В детстве режиссёр называл себя «инопланетянином».

## Частое сотрудничество
Януш Каминский работал оператором в 19 фильмах Спилберга. Майкл Кан делал монтаж ко всем фильмам Спилберга, кроме одного, с 1970-х годов. Помимо этого, режиссёр постоянно сотрудничал с художником-постановщиком Риком Картером и сценаристом Дэвидом Кэппом. Продюсер Кэтлин Кеннеди — один из самых многолетних партнёров режиссёра. Также Спилберг неоднократно сотрудничал с такими актёрами, как Харрисон Форд, Марк Райланс, Ричард Дрейфус, Том Круз, Джефф Голдблюм и Том Хэнкс.
«Шугарлендский экспресс» положил начало многолетнему сотрудничеству Спилберга с композитором Джоном Уильямсом, который написал музыку ко всем фильмам Спилберга, кроме пяти («Сумеречная зона», «Цветы лиловые полей», «Шпионский мост», «Первому игроку приготовиться» и «Вестсайдская история»). Уильямс выиграл три премий «Оскара» за «Челюсти», «Инопланетянина» и «Список Шиндлера». При съёмках «Списка Шиндлера» Спилберг предложил Уильямсу написать музыку. Увидев неготовую версию фильма, Уильямс был впечатлён и сказал, что писать музыку будет очень тяжело. Композитор сказал Спилбергу: «Для этого фильма тебе нужен композитор получше, чем я». Режиссёр ответил: «Я знаю. Но они все мертвы!» В 2016 году Спилберг вручил Уильямсу 44-ю премию AFI Life Achievement Award, первую награду, присуждённую композитору. В 2022 году, Уильямс написал музыку к последнему фильму Спилберга «Фабельманы», его 29-му сотрудничеству со Спилбергом в кино.

## Семья
Сёстры Энн Спилберг, сценарист, замужем за сценаристом Дэнни Опатошу. Сьюзен (Сью) Пастернак (род. 4 декабря 1953), предприниматель. Нэнси Кац (род. 7 июня 1956), продюсер документального кино, президент студии Playmount Productions.
Первая жена Эми Ирвинг, на которой Спилберг женился в 1985 году, а развёлся в 1989 году. От брака есть сын Макс Сэмуэл Спилберг (род. 13.06.1985).
Вторая жена Кейт Кэпшоу. Поженились 12 октября 1991 года. Шестеро детей: Саша Спилберг, род. 14.05.1990, Сойер Спилберг (род. 10.03.1992), Дестри Эллин Спилберг (род. 1.12.1996); приёмные дети: Джессика Кэпшоу (род. 9.08.1976), Тео Спилберг (род. 21.08.1988) и Микаэла Джордж Спилберг (род. 28.02.1996).

## Наследие

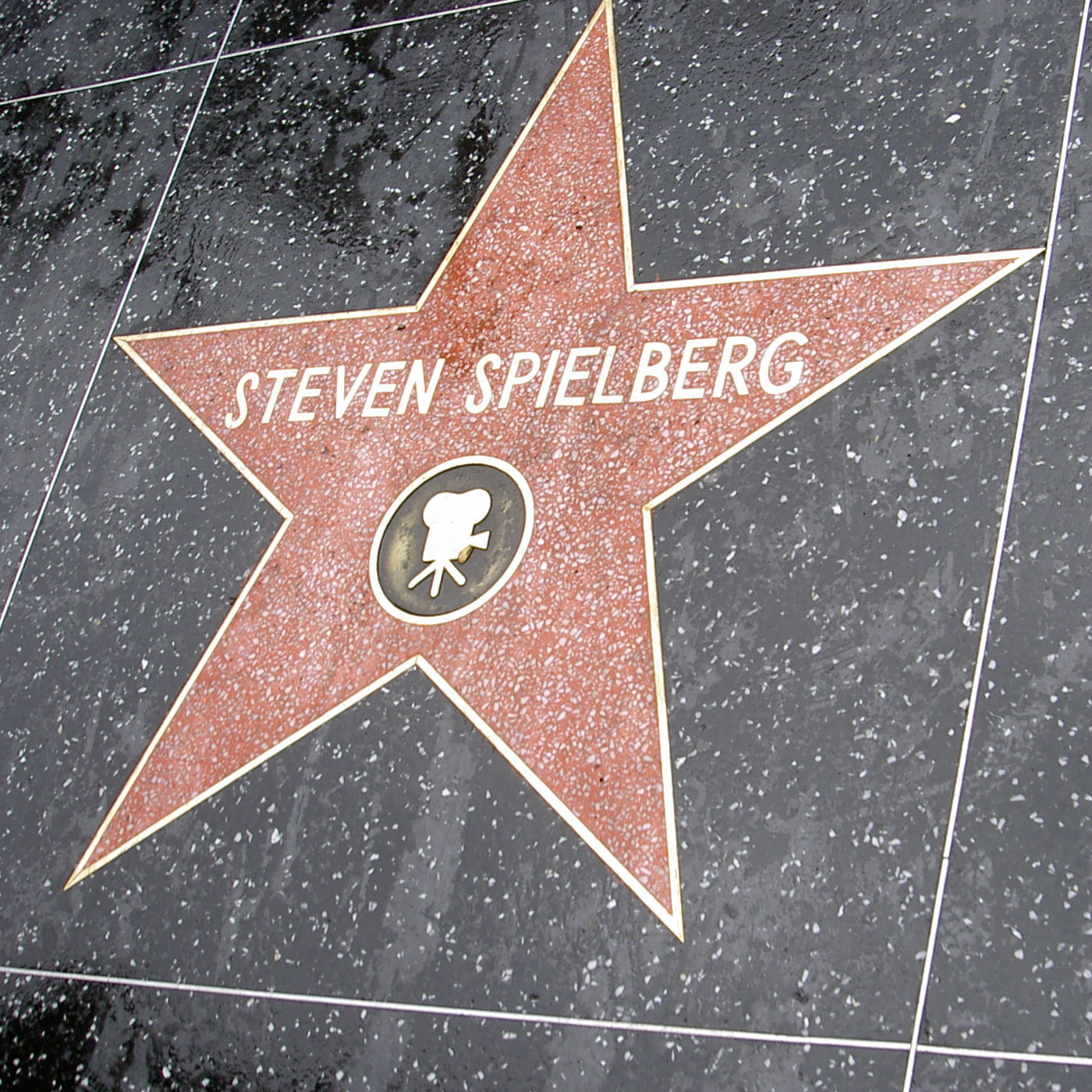
Звезда Спилберга на Голливудской «Аллее славы»

Спилберг является одним из самых коммерчески успешных режиссёров в истории. В 1996 году Спилберг был признан одним из 50 самых влиятельных людей своего поколения по версии журнала Life. В 2003 году Premiere поставил его на первое место в списке «100 самых влиятельных людей в индустрии кино». В 2005 году он занял первое место в списке журнала Empire «Величайшие режиссёры всех времён». В 2013 году издание Time включило его в список 100 самых влиятельных людей XX века. По версии Forbes, Спилберг возглавил список «самых влиятельных знаменитостей 2014 года». По состоянию на 2020 год, Forbes оценивает его состояние в 3,7 миллиарда долларов.
Его работами восхищаются многие режиссёры, в том числе Роберт Олдрич, Ингмар Бергман, Вернер Херцог, Стэнли Кубрик, Дэвид Лин, Сидни Люмет, Роман Полански, Мартин Скорсезе, Франсуа Трюффо и Дэвид Линч. Также фильмы Спилберга повлияли на творчество таких режиссёров, как Дж. Дж. Абрамс, Пол Томас Андерсон, Нил Бломкамп, Гильермо дель Торо, Роланд Эммерих, Питер Джексон, Кал Нг, Роберт Родригес, Джон Сейлз, Ридли Скотт, Джон Синглтон, Кевин Смит и Гарет Эдвардс.
Библиотека Конгресса США внесла семь кинокартин Спилберга в Национальный реестр фильмов, имеющих «особое культурное, историческое или эстетическое значение»: «Челюсти», «Близкие контакты третьей степени», «Индиана Джонс: В поисках утраченного ковчега», «Инопланетянин», «Парк юрского периода», «Список Шиндлера» и «Спасти рядового Райана».

## Фильмография
Режиссёрские работы
- «Бредущие[англ.]» (1968, короткометражка)
- «Убийство по книге» (1971, телесериал «Коломбо»)
- «Дуэль» (1971)
- «Шугарлендский экспресс» (1974)
- «Челюсти» (1975)
- «Близкие контакты третьей степени» (1977)
- «1941» (1979)
- «Индиана Джонс: В поисках утраченного ковчега» (1981)
- «Инопланетянин» (1982)
- «Сумеречная зона» (1983, один сегмент)
- «Индиана Джонс и храм судьбы» (1984)
- «Цветы лиловые полей» (1985)
- «Империя солнца» (1987)
- «Всегда» (1989)
- «Индиана Джонс и последний крестовый поход» (1989)
- «Капитан Крюк» (1991)
- «Парк юрского периода» (1993)
- «Список Шиндлера» (1993)
- «Парк юрского периода: Затерянный мир» (1997)
- «Амистад» (1997)
- «Спасти рядового Райана» (1998)
- «Искусственный разум» (2001)
- «Особое мнение» (2002)
- «Поймай меня, если сможешь» (2002)
- «Терминал» (2004)
- «Война миров» (2005)
- «Мюнхен» (2005)
- «Индиана Джонс и Королевство хрустального черепа» (2008)
- «Приключения Тинтина: Тайна „Единорога“» (2011)
- «Боевой конь» (2011)
- «Линкольн» (2012)
- «Шпионский мост» (2015)
- «Большой и добрый великан» (2016)
- «Секретное досье» (2017)
- «Первому игроку приготовиться» (2018)
- «Вестсайдская история» (2021)
- «Фабельманы» (2022)

Продюсирование
- «Назад в будущее» (1985, исполнительный продюсер)[90]
- «Приключения мультяшек» (1990, сериал, исполнительный продюсер)[91]
- «Подводная одиссея» (1993, сериал, исполнительный продюсер)[99]
- «Люди в чёрном» (1997, исполнительный продюсер)[99]
- «Братья по оружию» (2001, сериал, исполнительный продюсер)
- «Люди в чёрном 2» (2002, исполнительный продюсер)[99]
- «Похищенные» (2002, сериал, исполнительный продюсер)[99]
- «Мемуары гейши» (2005)[179]
- «На Запад» (2005, сериал, исполнительный продюсер)[99]
- «Дом-монстр» (2006, исполнительный продюсер)[179]
- «Флаги наших отцов» (2006)[179]
- «Паранойя» (2007)[179]
- «На лот[англ.]» (2007, передача, исполнительный продюсер)[179]
- «Рухнувшие небеса» (2011, сериал, исполнительный продюсер)
- «Терра Нова» (2011, сериал, исполнительный продюсер)
- «Река» (2012, сериал, исполнительный продюсер)[353]
- «Смэш» (2012, сериал, исполнительный продюсер)[354]
- «Род человеческий» (2014, сериал, исполнительный продюсер)[355]
- «Шёпот» (2015, сериал, исполнительный продюсер)[356]
- «Особое мнение» (2015, сериал, исполнительный продюсер)[357]
- «Под куполом» (2015, сериал, исполнительный продюсер)[358]

Эпизодические роли
Спилберг исполнил эпизодические роли во многих фильмах, в частности «Братья Блюз», «Гремлины», «Ванильное небо», «Двойная дерзость» и «Остин Пауэрс: Голдмембер», а также снялся в клипе «Liberian girl» Майкла Джексона. Спилберг озвучил себя в комедии «Пол: Секретный материальчик» и в одном из эпизодов «Приключений Мультяшек» под названием «Бастер и Бэбс едут на Гавайи».

## Награды и признание

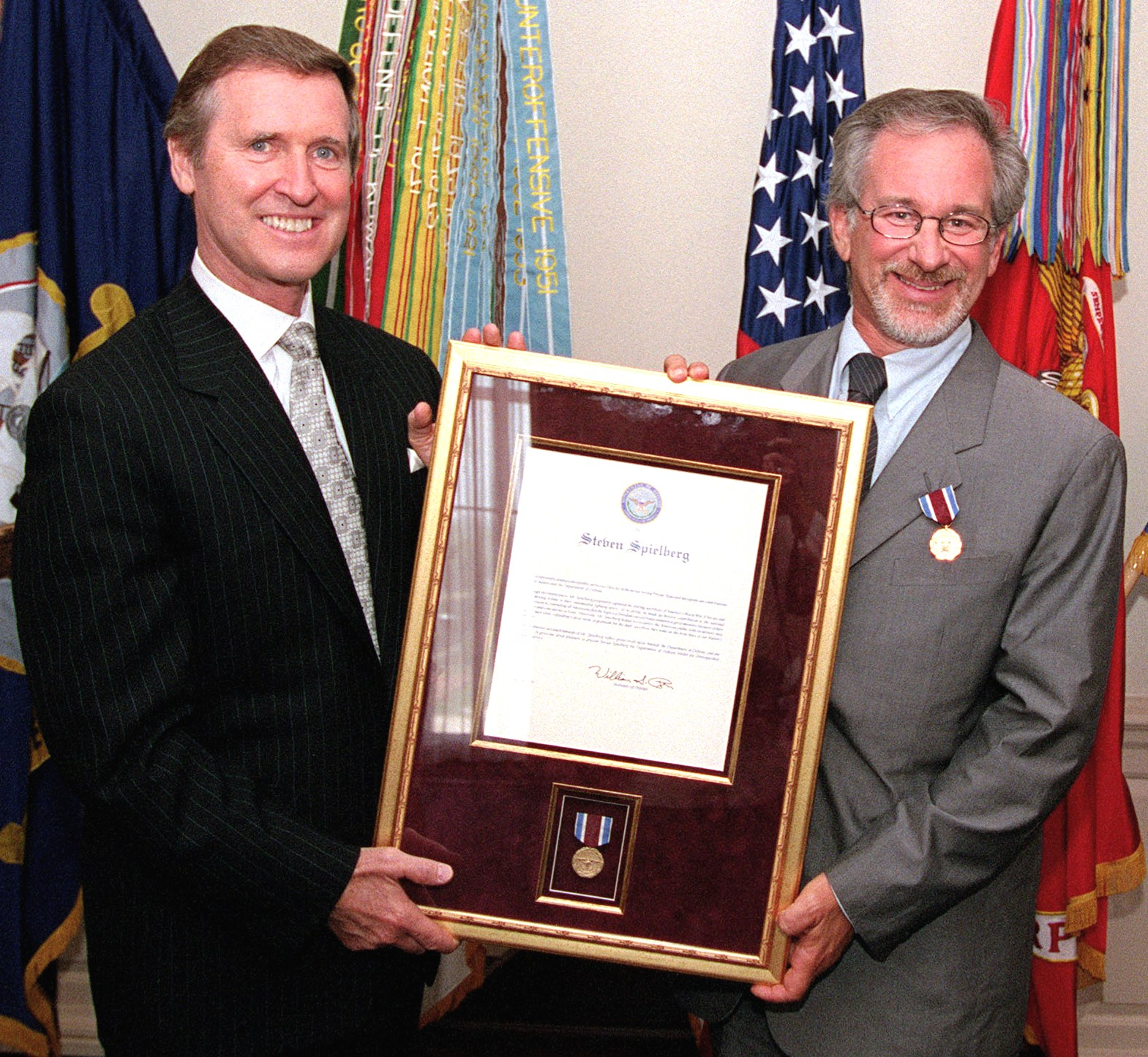
Спилберг (справа) и министр обороны США Уильям Коэн (слева) в 1999 году

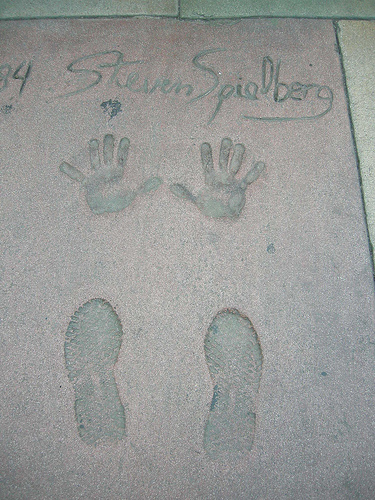
Отпечатки ног и рук Спилберга перед Китайским театром Граумана

Спилберг выиграл три статуэтки «Оскара». Он семь раз номинировался как лучший режиссёр и дважды удостоен его — за фильмы «Список Шиндлера» и «Спасти рядового Райана». Третьей картиной, получившей номинацию «Лучший фильм», стал «Список Шиндлера», который в итоге одержал победу. В 2022 году он в 12-й раз был номинирован на «Оскар» в категории «Лучший фильм» — за картину «Фабельманы», тем самым установив рекорд по наибольшему количеству номинаций у продюсера, одновременно являющегося режиссёром. В 1987 году Спилберг получил награду имени Ирвинга Тальберга за свою работу в качестве креативного продюсера. Исходя из своего собственного опыта в скаутском движении, режиссёр помог бойскаутам Америки сделать значок за заслуги в кинематографии, чтобы продвигать кинопроизводство как маркетинговый навык. Значок был учреждён в 1989 году на Национальном слёте скаутов. В 1989 году Спилбергу была вручена награда «Выдающийся орел-скаут». Спилберг получил премию AFI Life Achievement Award в 1995 году.
В 1998 году режиссёр был награждён орденом «За заслуги перед Федеративной Республикой Германия». Орден вручил президент Роман Херцог в знак признания «Списка Шиндлера» и фонда Шоа. Спилберг стал обладателем медали «За выдающиеся заслуги перед общественностью» в 1999 году в знак признания «Спасти рядового Райана». За этот же фильм режиссёра наградили премией Гильдии режиссёров Америки за выдающиеся режиссёрские достижения в кино. В следующем году Гильдия режиссёров Америки вручила ему премию за жизненные достижения.
В 1999 году награждён Национальной гуманитарной медалью США.
Спилберг получил звезду на Голливудской «Аллее славы» в 2003 году по адресу Голливудский бульвар 6801. 15 июля 2006 года Спилберг стал лауреатом премии «Золотой Хьюго» на Международном кинофестивале в Чикаго. 3 декабря того же года режиссёру вручили награду центра Кеннеди. В 2015 году Спилберг стал членом зала славы научной фантастики и фэнтези. В феврале 2008 года режиссёр получил премию Общества специалистов по визуальным эффектам за «значительный и длительный вклад в искусство и науку индустрии визуальных эффектов». В 2009 году Голливудская ассоциация иностранной прессы наградила Спилберга премией Сесила Б. Де Милля за «выдающийся вклад в мир развлечений».
В 2001 году королева Великобритании Елизавета II присвоила Спилбергу звание почётного Рыцаря-Командора ордена Британской империи за вклад в британскую киноиндустрию. В 2003 году стал Кавалером Большого креста ордена «За заслуги перед Итальянской Республикой». В 2004 году президент Франции Жак Ширак удостоил режиссёра ордена Почётного легиона. В июне 2008 года университет штата Аризона наградил Спилберга премией Хью Даунса за выдающиеся достижения в области коммуникации. В октябре 2009 года бывший президент США Билл Клинтон вручил Спилбергу филадельфийскую медаль Свободы. В октябре 2011 года режиссёр был награждён орденом бельгийской Короны.
В 2013 году Спилберг награждён Президентской медалью Израиля.
19 ноября 2013 года Спилберг получил премию Национального управления архивов и документации США. 24 ноября 2015 года президент США Барак Обама наградил Спилберга президентской медалью Свободы на церемонии в Белом доме. В июле 2016 года детская телепередача «Голубой Питер» вручила Спилбергу золотой значок, названный в честь программы. Спилберг имеет почётные степени университета Южной Калифорнии (1994), Брауновского университета (1999), Йельского университета (2002), Бостонского университета (2009) и Гарвардского университета (2016).
22 ноября 2022 года организаторы Берлинского международного кинофестиваля объявили о присуждении Спилбергу почётного «Золотого медведя» за вклад в кинематограф. Вручение награды состоялось 21 февраля 2023 года на торжественной церемонии.
В 2023 году награждён Национальной медалью США в области искусств.
Награды, полученные фильмами Спилберга
| Награды и номинаций, полученные фильмами Спилберга | Награды и номинаций, полученные фильмами Спилберга | Награды и номинаций, полученные фильмами Спилберга | Награды и номинаций, полученные фильмами Спилберга | Награды и номинаций, полученные фильмами Спилберга | Награды и номинаций, полученные фильмами Спилберга | Награды и номинаций, полученные фильмами Спилберга | Награды и номинаций, полученные фильмами Спилберга |
| Год                                                | Фильм                                              | Оскар                                              | Оскар                                              | BAFTA                                              | BAFTA                                              | Золотой глобус                                     | Золотой глобус                                     |
| Год                                                | Фильм                                              | Номинаций                                          | Побед                                              | Номинаций                                          | Побед                                              | Номинаций                                          | Побед                                              |
| -------------------------------------------------- | -------------------------------------------------- | -------------------------------------------------- | -------------------------------------------------- | -------------------------------------------------- | -------------------------------------------------- | -------------------------------------------------- | -------------------------------------------------- |
| 1975                                               | «Челюсти»                                          | 4                                                  | 3                                                  | 7                                                  | 1                                                  | 4                                                  | 1                                                  |
| 1977                                               | «Близкие контакты третьей степени»                 | 9                                                  | 2                                                  | 9                                                  | 1                                                  | 4                                                  |                                                    |
| 1979                                               | «1941»                                             | 3                                                  |                                                    |                                                    |                                                    | 5                                                  |                                                    |
| 1981                                               | «Индиана Джонс: В поисках утраченного ковчега»     | 9                                                  | 5                                                  | 7                                                  | 1                                                  | 1                                                  |                                                    |
| 1982                                               | «Инопланетянин»                                    | 9                                                  | 4                                                  | 12                                                 | 1                                                  | 5                                                  | 2                                                  |
| 1984                                               | «Индиана Джонс и храм судьбы»                      | 2                                                  | 1                                                  | 4                                                  | 1                                                  |                                                    |                                                    |
| 1985                                               | «Цветы лиловые полей»                              | 11                                                 |                                                    | 1                                                  |                                                    | 5                                                  | 1                                                  |
| 1987                                               | «Империя солнца»                                   | 6                                                  |                                                    | 6                                                  | 3                                                  | 2                                                  |                                                    |
| 1989                                               | «Индиана Джонс и последний крестовый поход»        | 3                                                  | 1                                                  | 3                                                  |                                                    | 1                                                  |                                                    |
| 1991                                               | «Капитан Крюк»                                     | 5                                                  |                                                    |                                                    |                                                    | 1                                                  |                                                    |
| 1993                                               | «Парк юрского периода»                             | 3                                                  | 3                                                  | 3                                                  | 2                                                  |                                                    |                                                    |
| 1993                                               | «Список Шиндлера»                                  | 12                                                 | 7                                                  | 13                                                 | 7                                                  | 6                                                  | 3                                                  |
| 1997                                               | «Затерянный мир»                                   | 1                                                  |                                                    |                                                    |                                                    |                                                    |                                                    |
| 1997                                               | «Амистад»                                          | 4                                                  |                                                    |                                                    |                                                    | 4                                                  |                                                    |
| 1998                                               | «Спасти рядового Райана»                           | 11                                                 | 5                                                  | 10                                                 | 2                                                  | 5                                                  | 2                                                  |
| 2001                                               | «Искусственный разум»                              | 2                                                  |                                                    | 1                                                  |                                                    | 3                                                  |                                                    |
| 2002                                               | «Особое мнение»                                    | 1                                                  |                                                    | 1                                                  |                                                    |                                                    |                                                    |
| 2002                                               | «Поймай меня, если сможешь»                        | 2                                                  |                                                    | 4                                                  | 1                                                  | 1                                                  |                                                    |
| 2005                                               | «Война миров»                                      | 3                                                  |                                                    |                                                    |                                                    |                                                    |                                                    |
| 2005                                               | «Мюнхен»                                           | 5                                                  |                                                    |                                                    |                                                    | 2                                                  |                                                    |
| 2008                                               | «Индиана Джонс и Королевство хрустального черепа»  |                                                    |                                                    | 1                                                  |                                                    |                                                    |                                                    |
| 2011                                               | «Приключения Тинтина: Тайна „Единорога“»           | 1                                                  |                                                    | 2                                                  |                                                    | 1                                                  | 1                                                  |
| 2011                                               | «Боевой конь»                                      | 6                                                  |                                                    | 5                                                  |                                                    | 2                                                  |                                                    |
| 2012                                               | «Линкольн»                                         | 12                                                 | 2                                                  | 10                                                 | 1                                                  | 7                                                  | 1                                                  |
| 2015                                               | «Шпионский мост»                                   | 6                                                  | 1                                                  | 9                                                  | 1                                                  | 1                                                  |                                                    |
| 2016                                               | «Большой и добрый великан»                         |                                                    |                                                    | 1                                                  |                                                    |                                                    |                                                    |
| 2017                                               | «Секретное досье»                                  | 2                                                  |                                                    |                                                    |                                                    | 6                                                  |                                                    |
| 2018                                               | «Первому игроку приготовиться»                     | 1                                                  |                                                    | 1                                                  |                                                    |                                                    |                                                    |
| 2021                                               | «Вестсайдская история»                             | 7                                                  | 1                                                  | 5                                                  | 2                                                  | 4                                                  | 3                                                  |
| 2022                                               | «Фабельманы»                                       | 7                                                  |                                                    |                                                    |                                                    | 5                                                  | 2                                                  |
| Всего                                              | Всего                                              | 147                                                | 35                                                 | 115                                                | 24                                                 | 75                                                 | 16                                                 |